# VII з'їзд РКП(б)
Сьомий з'їзд РКП (б), відбувся 6 — 8 березня 1918 року, в Петрограді (тепер Санкт-Петербург). 106 делегатів більш ніж від 170000 членів партії. Роботою з'їзду керував В. І. Ленін.

## Порядок денний
- Звіт ЦК партії;
- Питання про війну і мир;
- Перегляд Програми і найменування партії;
- Організаційні питання;
- Вибори ЦК.

По питаннях, що обговорювалися, прийняті відповідні резолюції, а також резолюція з приводу відмови «лівих комуністів» увійти до ЦК. З'їзд перейменував РСДРП (б) в РКП (б).

## Рішення з'їзду
На з'їзді було обрано:
- Центральний Комітет: 15 членів, 8 кандидатів у члени ЦК

### Персональний склад членів Центрального комітету РКП (б), обраний з'їздом
1. Сергєєв Федір Андрійович
2. Бухарін Микола Іванович
3. Владимирський Михайло Федорович
4. Дзержинський Фелікс Едмундович
5. Зінов'єв Григорій Овсійович
6. Крестинський Микола Миколайович
7. Лашевич Михайло Михайлович
8. Ленін Володимир Ілліч
9. Свердлов Яків Михайлович
10. Смілга Івар Тенісович
11. Сокольников Григорій Якович
12. Сталін Йосип Віссаріонович
13. Стасова Олена Дмитрівна
14. Троцький Лев Давидович
15. Шмідт Василь Володимирович

Персональний склад кандидатів у члени Центрального Комітету ВКП(б), обраний з'їздом:
1. Берзін Ян Антонович
2. Йоффе Адольф Абрамович
3. Кисельов Олексій Семенович
4. Ломов (Оппоков) Георгій Іполитович
5. Петровський Григорій Іванович
6. Стучка Петро Іванович
7. Урицький Мойсей Соломонович
8. Шляпников Олександр Гаврилович